# ГЕС Кварнсведен
ГЕС Kvarnsveden — гідроелектростанція у центральній Швеції. Знаходячись між ГЕС Forshuvud (вище за течією) та ГЕС Domnarvet, входить до складу каскаду на річці Дальельвен, яка впадає в Ботнічну затоку Балтійського моря.
Перший генеруючий об'єкт на місці сучасної ГЕС Kvarnsveden спорудили ще у 1897—1900 роках з метою забезпечення місцевого паперового, деревообробного та металургійного виробництва. В 1929-му станція пройшла через першу модернізацію із заміною турбін та спорудженням бетонної греблі.
У 1975 році збудували нову греблю та ввели в експлуатацію Kvarnsveden II, яка має одну турбіну потужністю 28 МВт та виробляє 110 млн кВт·год електроенергії на рік.
Старий паперовий комбінат припинив свою діяльність 1992-го, тоді як пов'язані з ним споруди ГЕС працювали ще певний час, допоки не були демонтовані в 1995-му. Наступного року їм на заміну ввели Kvarnsveden III з турбіною потужністю 30 МВт, яка видає 165 млн кВт·год електроенергії на рік.
Розташовані біля правого й лівого берегів машинні зали інтегровані у греблю висотою 15 метрів та працюють з напором до 14 метрів.